# Margaret Hastings
Margaret Hastings (* 23. Mai 1910 in Springfield, Massachusetts; † 20. Oktober 1979) war eine US-amerikanische Historikerin der mittelalterlichen englischen Rechtsgeschichte.

## Leben und Arbeit
Margaret Hastings erhielt 1931 einen B.A. am Mount Holyoke College, danach erlangte sie am Bryn Mawr College 1932 ihren Master und 1939 den Ph.D. Hastings lehrte von 1935 bis 1944 an Privatschulen und war danach Forschungsanalystin der U.S.-Armee für den Rest des Krieges. Sie wurde 1946 Dozentin am Douglass College in New Brunswick, New Jersey. Im folgenden Jahr schrieb sie das wegweisende Buch The Court of Common Pleas in Fifteenth Century England. Hastings wurde später im Jahr 1946 zum Instructor befördert, 1949 zum Assistant Professor, 1952 zum Associate Professor und 1960 zum Professor der Geschichte. 1966 war sie Mitwirkende an Changing Views on British History und verfasste fünf Jahre später Medieval European Society. Hastings war Fellow der Royal Historical Society und erhielt als erstes Fakultätsmitglied des Douglass College den Lindback Award. Sie starb am 20. Oktober 1979 bei einem Autounfall in England.